# 20th Century Studios
20th Century Studios, voorheen bekend als 20th Century Fox, is een van de grootste filmstudio's ter wereld. Per 20 maart 2019 is het bedrijf onderdeel van Walt Disney Studios, dat weer deel uitmaakt van The Walt Disney Company.
Gevestigd in de zakenwijk Century City van Los Angeles, heeft 20th Century Studios een grote en belangrijke rol gespeeld in de ontwikkeling en de geschiedenis van de filmindustrie.

## Geschiedenis
In 1915 richtte William Fox de Fox Film Corporation op. De filmstudio fuseerde in 1935 met studio Twentieth Century Pictures, dat twee jaar eerder was opgericht door Darryl F. Zanuck en Joseph Schenck. Na de fusie van de twee studio's werd de naam veranderd in Twentieth Century-Fox Film Corporation. Het duurde tot 1937 voordat er een film onder de nieuwe naam zou geproduceerd worden; de studio bracht in 1936 eerst nog de film Folies-Bergère uit. Het verbindingsstreepje in de nieuwe bedrijfsnaam werd in 1985 verwijderd toen News Corporation het bedrijf overnam van miljardair Marvin Davis.
In 2005 vierde Fox het 70-jarig bestaan als samenstelling en in hetzelfde jaar bestond een van de voorgangers 90 jaar. In 1985 werd de filmmaatschappij onderdeel van Rupert Murdochs News Corporation en de Fox Entertainment Group. 
Anno 2006 behoort de studio tot de top tien filmmaatschappijen van de wereld en brengt de studio onder hun naam de meeste films per jaar wereldwijd uit van alle filmstudio's. Dit betekent niet dat ze de meeste films produceren: veel kleinere, onafhankelijke filmbedrijven zoals Lionsgate laten 20th Century Fox hun films uitbrengen als distributeur. Als compensatie krijgt Fox meestal een percentage van de opbrengsten, maar veel films komen ook in het bezit van 20th Century Fox als compensatie. In dit geval worden de rollen omgedraaid. Er wordt in een contract een bepaalde periode afgesloten waarin de producerende filmmaatschappij een meerderheid van de opbrengsten krijgt en dit wordt dan in de loop van de tijd afgebouwd.
De Star Warsfilms en enkele James Bondfilms zijn voorbeelden van films die geproduceerd zijn door kleinere filmbedrijven (respectievelijk Lucasfilm en Metro-Goldwyn-Mayer), maar die gedistribueerd werden/worden door 20th Century Fox. Sinds januari 2001 heeft Fox ook een internationaal distributiedeal gesloten met Metro-Goldwyn-Mayer om de films van MGM buiten Noord-Amerika te distribueren. Het valt te betwijfelen of de deal behouden blijft na de overname van MGM door Sony Pictures Entertainment. 
In 2017 werd door het bedrijf zelf naar buiten gebracht dat het te koop stond. Het zag ernaar uit dat alleen Walt Disney de mogelijkheid had om het bedrijf over te nemen omdat niemand anders aan de hoge bedragen kon komen. Echter, het Amerikaanse televisiebedrijf Comcast Corporation deed een tegenbod. In juni 2018 werd bekendgemaakt dat Walt Disney wederom een bod had gedaan, ditmaal een bedrag van 71,3 miljard euro. Na de overname door Disney werd 20th Century Fox omgedoopt tot 20th Century Studios.

## Naamsverandering
Ondanks geruchten dat de studio zijn naam zou veranderen in 21st Century Fox (Twenty-First Century Fox) na de millenniumwisseling, deed de studio dit niet. De studio bezat wel de rechten van de naam, maar besloot de naam niet te veranderen als eerbetoon aan de oude Hollywood-klassiekers. Desondanks heeft het moederbedrijf van 20th Century Fox wel onder andere de volgende bedrijven in handen:
| Corporatie                                | Incorporatie |
| ----------------------------------------- | ------------ |
| 21st Century Fox Film Corporation         | Delaware     |
| Twenty-First Century Fox Film Corporation | Delaware     |
| Twenty-First Century Fox Productions      | Delaware     |
| Twenty-First Century Fox Distributors     | Australië    |
| Twenty-First Century Fox Varieties        | New York     |

Er zijn desondanks wel aangepaste versies van het Fox-logo geweest. In de geanimeerde televisieserie Futurama werd de merknaam veranderd naar 30th Century Fox en het logo werd daaraan aangepast.
Op 17 januari 2020 werd de naam door The Walt Disney Company gewijzigd in 20th Century Studios, om verwarring met de nog overgebleven onderdelen van Fox (in het beheer van de familie Murdoch) te vermijden. De fanfare en logo blijven aan het begin van de film nagenoeg ongewijzigd, op uitzondering van de naamswijziging dus.

## Onderdelen

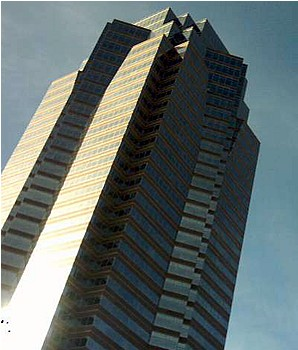
Fox Plaza, het hoofdkantoor van 20th Century Fox

20th Century Fox is verantwoordelijk voor de filmdivisie van de Fox Entertainment Group en officieel onderdeel van de divisie, Fox Filmed Entertainment. Naast het produceren van films, ontwikkelt Fox ook computergeanimeerde tekenfilms, verschillende televisieprogramma's voor zusteronderdeel Fox Broadcasting Company en beheert 20th Century Fox een vijftal film- en televisiestudio's.
Productie
- 20th Century Fox
  - 20th Century Fox Español
  - 20th Century Fox International
  - Fox 2000
- Blue Sky Studios
- Fox Searchlight Pictures
- Fox Faith
- Fox Atomic
- 20th Century Fox Television (voorheen "20th Century Television")

Distributie
- 20th Century Fox Home Entertainment

Studio's
- Fox Studios
  - Fox Studios Australia
  - Fox Studios Baja
  - Fox Studios Los Angeles
- Fox Television Studios

## Succesvolste films
| Plaats | Naam                                        | Opbrengst internationaal |
| ------ | ------------------------------------------- | ------------------------ |
| 1      | Avatar                                      | $ 2.787.965.087          |
| 2      | Titanic                                     | $ 2.187.463.944          |
| 3      | Star Wars: Episode I: The Phantom Menace    | $ 924.317.558            |
| 4      | Star Wars: Episode III: Revenge of the Sith | $ 849.997.605            |
| 5      | Independence Day                            | $ 816.969.268            |
| 6      | Star Wars                                   | $ 775.398.007            |
| 7      | Star Wars: Episode II: Attack of the Clones | $ 649.398.328            |
| 8      | Night at the Museum                         | $ 573.930.523            |
| 9      | The Simpsons Movie                          | $ 527.071.022            |
| 10     | Home Alone                                  | $ 477.561.243            |

## Films
- Peyton Place
- The Sound of Music
- Planet of the Apes
- The French Connection
- De Star Warsreeks
- Aliens
- Home Alone
- Anastasia
- Titanic
- Moulin Rouge!
- Mr. & Mrs. Smith
- Ice Age
- The League of Extraordinary Gentlemen
- Garfield
- Alien vs. Predator
- Walk the Line
- The A-Team
- The Simpsons Movie
- Horton Hears a Who!
- Avatar
- Rio
- The Greatest Showman